# メチル化
メチル化（メチルか、英: methylation）は、さまざまな基質にメチル基が置換または結合することを意味する化学用語である。この用語は一般に、化学、生化学、生物科学で使われる。
生化学では、メチル化はとりわけ水素原子とメチル基の置換に用いられる。
生物の機構では、メチル化は酵素によって触媒される。メチル化は重金属の修飾、遺伝子発現の調節、タンパク質の機能調節、RNA代謝に深く関わっている。また、重金属のメチル化は生物機構の外部でも起こることができる。さらに、メチル化は組織標本の染色におけるアーティファクトを減らすのに用いることができる。

## 生化学のメチル化

### エピジェネティクス

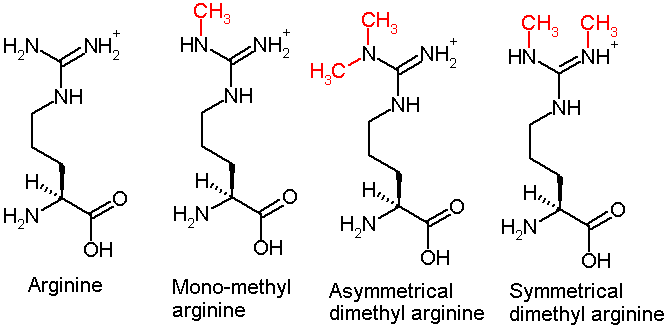
アルギニン、モノメチルアルギニン、非対称性ジメチルアルギニン、対称性ジメチルアルギニン

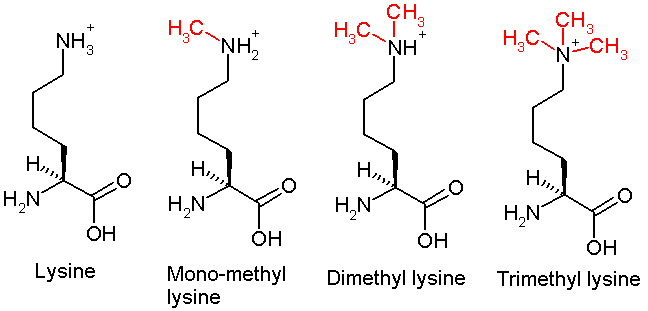
リシン、モノメチルリシン、ジメチルリシン、トリメチルリシン

DNAメチル化とタンパク質メチル化はエピジェネティクスに寄与する。タンパク質メチル化は翻訳後修飾の1つの型でもある。
脊椎動物のDNAメチル化は、CpGサイト（シトシン-リン酸-グアニンサイト；シトシンがDNA配列のグアニンと隣り合う場所）に起こり、シトシンは5-メチルシトシンに転換される。Me-CpGの形成は、DNAメチルトランスフェラーゼによって触媒される。CpG サイトは脊椎動物のゲノム全体でみると多くないが、遺伝子のプロモーター近傍にCpG アイランドとして高い頻度で見つかる。
CpGサイトのメチル化は遺伝子発現に大きな影響を与える。
遺伝子プロモーター領域のメチル化による遺伝子発現の不活化は、発がんの重要な機構と考えられている。たとえば乳癌感受性遺伝子であるBRCA1は、非遺伝性の乳癌では変異は観察されないが、高メチル化によって不活化が起きている可能性がある。メチル化による遺伝子サイレンスの例としては、このほか、網膜芽細胞腫遺伝子(Rb)、細胞周期抑制因子(p161NK4a)、細胞死関連蛋白キナーゼ(DAPK), APC, エストロゲン受容体遺伝子がある。。
タンパク質メチル化は通常、アミノ酸配列のアルギニンかリシン残基の場所に起こる。アルギニンは1回（モノメチルアルギニン）または2回メチル化できる。ペプチジルアルギニンメチルトランスフェラーゼ(PRMTs)の触媒効果によってN末端に1回メチル化が起きると非対称性ジメチルアルギニンが、2回起きると対称性ジメチルアルギニンができる。リシンはリシンメチルトランスフェラーゼによって3回までメチル化できる。
タンパク質メチル化は特にヒストンにおいて研究されており、S-アデノシルメチオニンからヒストンへのメチル基の運搬を行う酵素はヒストンメチルトランスフェラーゼとして知られている。ヒストンのいずれかの残基へのメチル化は、エピジェネティクス効果として遺伝子発現を抑制または活性化させる。

### 胚の成長
発生の早い段階（受精後〜8細胞期まで）において、真核生物のゲノムでは脱メチル化が起こる。8細胞期から桑実胚期までは、新たなメチル化がゲノムで起こり、エピジェネティック情報が修飾または加えられる。そして、胞胚期には、メチル化は完了する。この過程は、エピジェネティック再プログラム化（リプログラミング）と呼ばれる。遺伝子ノックアウトによりDNAメチルトランスフェラーゼを除去することで、メチル化の重要性が明らかになる。この突然変異により、桑実胚期で胚は死亡するのである。

### メチル化と細菌の遺伝子防御
アデノシンまたはシトシンのメチル化は、いくつかの細菌で機能する。細菌のDNAはゲノムの全体を定期的にメチル化する。DNAメチラーゼは特定の配列を認識し、その配列の近くの塩基1つをメチル化する酵素である。細胞の中に挿入された外部のDNA（この方法でメチル化していない）は特定の配列を認識する制限酵素（制限エンドヌクレアーゼ）によって消化される。しかし細菌自身のゲノムDNAはこれらの制限酵素には認識されない。ネイティブなDNAのメチル化は、ある種の原始的な"免疫系"として機能し、バクテリオファージ（ファージ）の伝染から細菌自身を保護している。このような制限酵素とDNAメチラーゼとの組み合わせを制限修飾系と呼んでいる。
なお、制限酵素は制限酵素断片長多型(RFLP)の実験の基本となっている。このテクニックで、遺伝学者はそれぞれ異なる制限酵素でDNAを消化し、特定の位置の配列からDNAの多型を見つけることによってDNA型鑑定や遺伝子工学に役立てている。
生化学においてDNAのメチル化は極めて重要な意味をもつため、メチル化試薬の多くは発癌性・変異原性を持つ。そのため、取り扱いにはこのことに留意して行う必要がある。

## 化学のメチル化
メチル化は有機化学ではアルキル化の一種であり、CH3基の受け渡しの過程を表現するのに使われる。この反応は通常メチル基の求電子剤としてヨードメタン、硫酸ジメチル、炭酸ジメチル、またはより強力（危険）なメチル化試薬としてトリフルオロメタンスルホン酸メチルまたは、フルオロスルホン酸メチル（マジックメチル）が使われる。これらはすべて求核置換反応のSN2反応を行う。例えばカルボン酸は、酸素原子がメチル化されてメチルエステルとなり、同様にアルコキシドもメチル化によってエーテルとなる。また、ケトンのエノラートは、炭素原子にメチル化が起こることによって新しいケトンが生成する。
また、メチル化にはメチルリチウム、グリニャール試薬のような求核剤メチル化合物も使われる。例えば、メチルリチウムはアセトンのカルボニル基を攻撃し、tert-ブチルアルコールのリチウムアルコキシドを与える。